# Chlaenius sokotranus
Chlaenius sokotranus es una especie de coleóptero adéfago perteneciente a la familia Carabidae.

## Distribución geográfica
Habita en la isla de Socotra.